# الطويله الجر (عبس)

تعديل مصدري - تعديل

الطويلة الجر هي إحدى قرى عزلة مطولة بمديرية عبس التابعة لمحافظة حجة، بلغ تعداد سكانها 675 نسمة حسب تعداد اليمن لعام 2004.